# 12e étape du Tour d'Italie 2004
Pour un article plus général, voir Tour d'Italie 2004.
La 12e étape du Tour d'Italie 2004 a eu lieu le 21 mai 2004 entre la ville de Cesena et celle de Trévise sur une distance de 178 km. Elle a été remportée au sprint par l'Italien Alessandro Petacchi.

## Déroulement

### Récit
Alessandro Petacchi (Fassa Bortolo) remporte ici sa sixième victoire d'étape sur cette édition. Il devance au sprint l'Australien Robbie McEwen (Lotto-Domo) et le Biélorusse Aliaksandr Usau (Phona Hearing Systems). Damiano Cunego (Saeco) conserve le maillot rose de leader à l'issue de l'étape du jour.

## Classement de l'étape
| \| Classement de l'étape \| Classement de l'étape \| Classement de l'étape \| Classement de l'étape \| Classement de l'étape \| \| Coureur \| Coureur \| Pays \| Équipe \| Temps \| \| --------------------- \| --------------------- \| --------------------- \| -------------------------------- \| --------------------- \| \| 1er \| Alessandro Petacchi \| Italie \| Fassa Bortolo \| 4 h 48 min 12 s \| \| 2e \| Robbie McEwen \| Australie \| Lotto-Domo \| + 0 s \| \| 3e \| Aliaksandr Usau \| Biélorussie \| Phonak Hearing Systems \| + 0 s \| \| 4e \| Zoran Klemenčič \| Slovénie \| Tenax \| + 0 s \| \| 5e \| Olaf Pollack \| Allemagne \| Gerolsteiner \| + 0 s \| \| 6e \| Alberto Loddo \| Italie \| Saunier Duval-Prodir \| + 0 s \| \| 7e \| Crescenzo D'Amore \| Italie \| Acqua & Sapone - Caffè Mokambo \| + 0 s \| \| 8e \| Maxim Rudenko \| Ukraine \| Chocolade Jacques-Wincor Nixdorf \| + 0 s \| \| 9e \| Andris Naudužs \| Lettonie \| Domina Vacanze \| + 0 s \| \| 10e \| Simone Cadamuro \| Italie \| De Nardi-Piemme Telekom \| + 0 s \| |                     |             |                                  |                 |
| |                     |             |                                  |                 |
| |                     |             |                                  |                 |
| Classement de l'étape |                     |             |                                  |                 |
| Coureur | Coureur             | Pays        | Équipe                           | Temps           |
| 1er | Alessandro Petacchi | Italie      | Fassa Bortolo                    | 4 h 48 min 12 s |
| 2e | Robbie McEwen       | Australie   | Lotto-Domo                       | + 0 s           |
| 3e | Aliaksandr Usau     | Biélorussie | Phonak Hearing Systems           | + 0 s           |
| 4e | Zoran Klemenčič     | Slovénie    | Tenax                            | + 0 s           |
| 5e | Olaf Pollack        | Allemagne   | Gerolsteiner                     | + 0 s           |
| 6e | Alberto Loddo       | Italie      | Saunier Duval-Prodir             | + 0 s           |
| 7e | Crescenzo D'Amore   | Italie      | Acqua & Sapone - Caffè Mokambo   | + 0 s           |
| 8e | Maxim Rudenko       | Ukraine     | Chocolade Jacques-Wincor Nixdorf | + 0 s           |
| 9e | Andris Naudužs      | Lettonie    | Domina Vacanze                   | + 0 s           |
| 10e | Simone Cadamuro     | Italie      | De Nardi-Piemme Telekom          | + 0 s           |

## Classement général
S'étant terminée par un sprint, cette étape ne provoque pas de changement au classement général de l'épreuve. L'Italien Damiano Cunego (Saeco) porte toujours le maillot rose de leader. Il devance son coéquipier et compatriote Gilberto Simoni de dix secondes et Franco Pellizotti (Alessio-Bianchi) de vingt-huit secondes.
| \| Classement général \| Classement général \| Classement général \| Classement général \| Classement général \| \| Coureur \| Coureur \| Pays \| Équipe \| Temps \| \| ------------------ \| ------------------ \| ------------------ \| ---------------------------------- \| ------------------ \| \| 1er \| Damiano Cunego \| Italie \| Saeco \| 55 h 31 min 41 s \| \| 2e \| Gilberto Simoni \| Italie \| Saeco \| + 10 s \| \| 3e \| Franco Pellizotti \| Italie \| Alessio-Bianchi \| + 28 s \| \| 4e \| Yaroslav Popovych \| Ukraine \| Landbouwkrediet-Colnago \| + 40 s \| \| 5e \| Giuliano Figueras \| Italie \| Ceramica Panaria-Margres \| + 52 s \| \| 6e \| Stefano Garzelli \| Italie \| Vini Caldirola-Nobili Rubinetterie \| + 1 min 15 s \| \| 7e \| Andrea Noè \| Italie \| Alessio-Bianchi \| + 1 min 17 s \| \| 8e \| Serhiy Honchar \| Ukraine \| De Nardi-Piemme Telekom \| + 1 min 17 s \| \| 9e \| Dario Cioni \| Italie \| Fassa Bortolo \| + 1 min 19 s \| \| 10e \| Emanuele Sella \| Italie \| Ceramica Panaria-Margres \| + 1 min 25 s \| |                   |         |                                    |                  |
| |                   |         |                                    |                  |
| |                   |         |                                    |                  |
| Classement général |                   |         |                                    |                  |
| Coureur | Coureur           | Pays    | Équipe                             | Temps            |
| 1er | Damiano Cunego    | Italie  | Saeco                              | 55 h 31 min 41 s |
| 2e | Gilberto Simoni   | Italie  | Saeco                              | + 10 s           |
| 3e | Franco Pellizotti | Italie  | Alessio-Bianchi                    | + 28 s           |
| 4e | Yaroslav Popovych | Ukraine | Landbouwkrediet-Colnago            | + 40 s           |
| 5e | Giuliano Figueras | Italie  | Ceramica Panaria-Margres           | + 52 s           |
| 6e | Stefano Garzelli  | Italie  | Vini Caldirola-Nobili Rubinetterie | + 1 min 15 s     |
| 7e | Andrea Noè        | Italie  | Alessio-Bianchi                    | + 1 min 17 s     |
| 8e | Serhiy Honchar    | Ukraine | De Nardi-Piemme Telekom            | + 1 min 17 s     |
| 9e | Dario Cioni       | Italie  | Fassa Bortolo                      | + 1 min 19 s     |
| 10e | Emanuele Sella    | Italie  | Ceramica Panaria-Margres           | + 1 min 25 s     |

## Classements annexes
| Classement par points | Classement par points | Classement par points | Classement par points              | Classement par points |
| Coureur               | Coureur               | Pays                  | Équipe                             | Points                |
| --------------------- | --------------------- | --------------------- | ---------------------------------- | --------------------- |
| 1er                   | Alessandro Petacchi   | Italie                | Fassa Bortolo                      | 175 pts               |
| 2e                    | Robbie McEwen         | Australie             | Lotto-Domo                         | 101 pts               |
| 3e                    | Olaf Pollack          | Allemagne             | Gerolsteiner                       | 98 pts                |
| 4e                    | Marco Zanotti         | Italie                | Vini Caldirola-Nobili Rubinetterie | 85 pts                |
| 5e                    | Damiano Cunego        | Italie                | Saeco                              | 77 pts                |

| Classement par points | Classement par points | Classement par points | Classement par points              | Classement par points |
| Coureur               | Coureur               | Pays                  | Équipe                             | Points                |
| --------------------- | --------------------- | --------------------- | ---------------------------------- | --------------------- |
| 1er                   | Alessandro Petacchi   | Italie                | Fassa Bortolo                      | 175 pts               |
| 2e                    | Robbie McEwen         | Australie             | Lotto-Domo                         | 101 pts               |
| 3e                    | Olaf Pollack          | Allemagne             | Gerolsteiner                       | 98 pts                |
| 4e                    | Marco Zanotti         | Italie                | Vini Caldirola-Nobili Rubinetterie | 85 pts                |
| 5e                    | Damiano Cunego        | Italie                | Saeco                              | 77 pts                |

| Classement de la montagne | Classement de la montagne | Classement de la montagne | Classement de la montagne | Classement de la montagne |
| Coureur                   | Coureur                   | Pays                      | Équipe                    | Points                    |
| ------------------------- | ------------------------- | ------------------------- | ------------------------- | ------------------------- |
| 1er                       | Fabian Wegmann            | Allemagne                 | Gerolsteiner              | 30 pts                    |
| 2e                        | Damiano Cunego            | Italie                    | Saeco                     | 28 pts                    |
| 3e                        | Gilberto Simoni           | Italie                    | Saeco                     | 16 pts                    |
| 4e                        | Alexandre Moos            | Suisse                    | Phonak Hearing Systems    | 14 pts                    |
| 5e                        | Franco Pellizotti         | Italie                    | Alessio-Bianchi           | 12 pts                    |

| Classement de la montagne | Classement de la montagne | Classement de la montagne | Classement de la montagne | Classement de la montagne |
| Coureur                   | Coureur                   | Pays                      | Équipe                    | Points                    |
| ------------------------- | ------------------------- | ------------------------- | ------------------------- | ------------------------- |
| 1er                       | Fabian Wegmann            | Allemagne                 | Gerolsteiner              | 30 pts                    |
| 2e                        | Damiano Cunego            | Italie                    | Saeco                     | 28 pts                    |
| 3e                        | Gilberto Simoni           | Italie                    | Saeco                     | 16 pts                    |
| 4e                        | Alexandre Moos            | Suisse                    | Phonak Hearing Systems    | 14 pts                    |
| 5e                        | Franco Pellizotti         | Italie                    | Alessio-Bianchi           | 12 pts                    |

| Classement Intergiro | Classement Intergiro | Classement Intergiro | Classement Intergiro         | Classement Intergiro |
|                      | Coureur              | Pays                 | Équipe                       | Temps                |
| -------------------- | -------------------- | -------------------- | ---------------------------- | -------------------- |
| 1er                  | Marlon Pérez         | Colombie             | Colombia-Selle Italia        | en 34 h 54 min 24 s  |
| 2e                   | Crescenzo D'Amore    | Italie               | Acqua & Sapone-Caffè Mokambo | + 4 s                |
| 3e                   | Robert Förster       | Allemagne            | Gerolsteiner                 | + 17 s               |
| 4e                   | Aart Vierhouten      | Pays-Bas             | Lotto-Domo                   | + 17 s               |
| 5e                   | Mariano Piccoli      | Italie               | Lampre                       | + 27 s               |
| modifier             |                      |                      |                              |                      |

| Classement par équipes | Classement par équipes         | Classement par équipes | Classement par équipes |
| Équipe                 | Équipe                         | Pays                   | Temps                  |
| ---------------------- | ------------------------------ | ---------------------- | ---------------------- |
| 1re                    | Saeco                          | Italie                 | 166 h 11 min 53 s      |
| 2e                     | Alessio-Bianchi                | Italie                 | + 6 s                  |
| 3e                     | Lampre                         | Italie                 | + 2 min 57 s           |
| 4e                     | Ceramica Panaria-Margres       | Italie                 | + 4 min 27 s           |
| 5e                     | Acqua & Sapone - Caffè Mokambo | Italie                 | + 6 min 25 s           |

| Classement par équipes | Classement par équipes         | Classement par équipes | Classement par équipes |
| Équipe                 | Équipe                         | Pays                   | Temps                  |
| ---------------------- | ------------------------------ | ---------------------- | ---------------------- |
| 1re                    | Saeco                          | Italie                 | 166 h 11 min 53 s      |
| 2e                     | Alessio-Bianchi                | Italie                 | + 6 s                  |
| 3e                     | Lampre                         | Italie                 | + 2 min 57 s           |
| 4e                     | Ceramica Panaria-Margres       | Italie                 | + 4 min 27 s           |
| 5e                     | Acqua & Sapone - Caffè Mokambo | Italie                 | + 6 min 25 s           |